# FS1 (Fernsehsender)
FS1 (oder FS1 – Freies Fernsehen Salzburg) ist ein nichtkommerzieller Fernsehsender in Salzburg (Österreich) und neben dem Wiener Community TV Okto und Dorf in Linz der dritte nichtkommerzielle Fernsehveranstalter in Österreich. FS1 bezeichnet sich selbst als 24-Stunden-Vollprogramm.

## Geschichte
FS1 wurde 2009 auf Initiative des Salzburger Freien Radios Radiofabrik angestoßen und öffentlich angekündigt. Basis war die gesetzlich beschlossene Einführung des Nichtkommerziellen Rundfunkfonds (NKRF) der Republik Österreich – verwaltet durch die RTR – im Jahr 2010, die eine Etablierung eines Community TVs für das Bundesland finanziell machbar erscheinen ließen. Das Institut für Medienbildung (IMB) beteiligte sich als erste Organisation, es folgte der Dachverband Salzburger Kulturstätten.
Die späteren FS1-Geschäftsführer Alf Altendorf – früher tätig für TIV, an der Etablierung von Okto beteiligt, Radiofabrik Geschäftsführer – und Markus Weisheitinger-Herrmann – Mitarbeiter des 2018 aufgelösten IMB – waren die Gründer von FS1. Der Geschäftsführer des Dachverbands Thomas Randisek war Aktivist zur Unterstützung des neuen Senders. Ein Trägerverein wurde eingetragen.
Stadt und Land Salzburg verhielten sich für gewünschte finanzielle Beteiligung länger abwartend, auch mit Verweis auf Pleiten im kommerziellen Fernsehbereich wie Salzburg TV, später Jedermann TV und Salzburg Plus.
Es folgten medienpolitische Auseinandersetzungen, die Initiative zahlte Mitte 2011 bereits bewilligte Förderungen der RTR mangels Beteiligung des Landes und damit verbundenen erhöhten finanziellen Risiken zurück. Der Kulturausschuss der Stadt Salzburg beschloss Ende 2011 eine Teilfinanzierung. Wegen der Konflikte zogen sich die Jugendorganisationen Akzente und Spektrum aus dem Trägerverein zurück.
Ende 2011 entschied ein Konsortium aus Radiofabrik, Dachverband Salzburger Kulturstätten und IMB trotz der Widerstände der Gebietskörperschaften von Stadt und Land den Sender FS1 2012 umzusetzen, und deren Beteiligung später zu klären.
Am 16. Februar 2012 ging die Initiative unter dem neuen Namen FS1 im Kabelnetz der Salzburg AG auf Sendung.

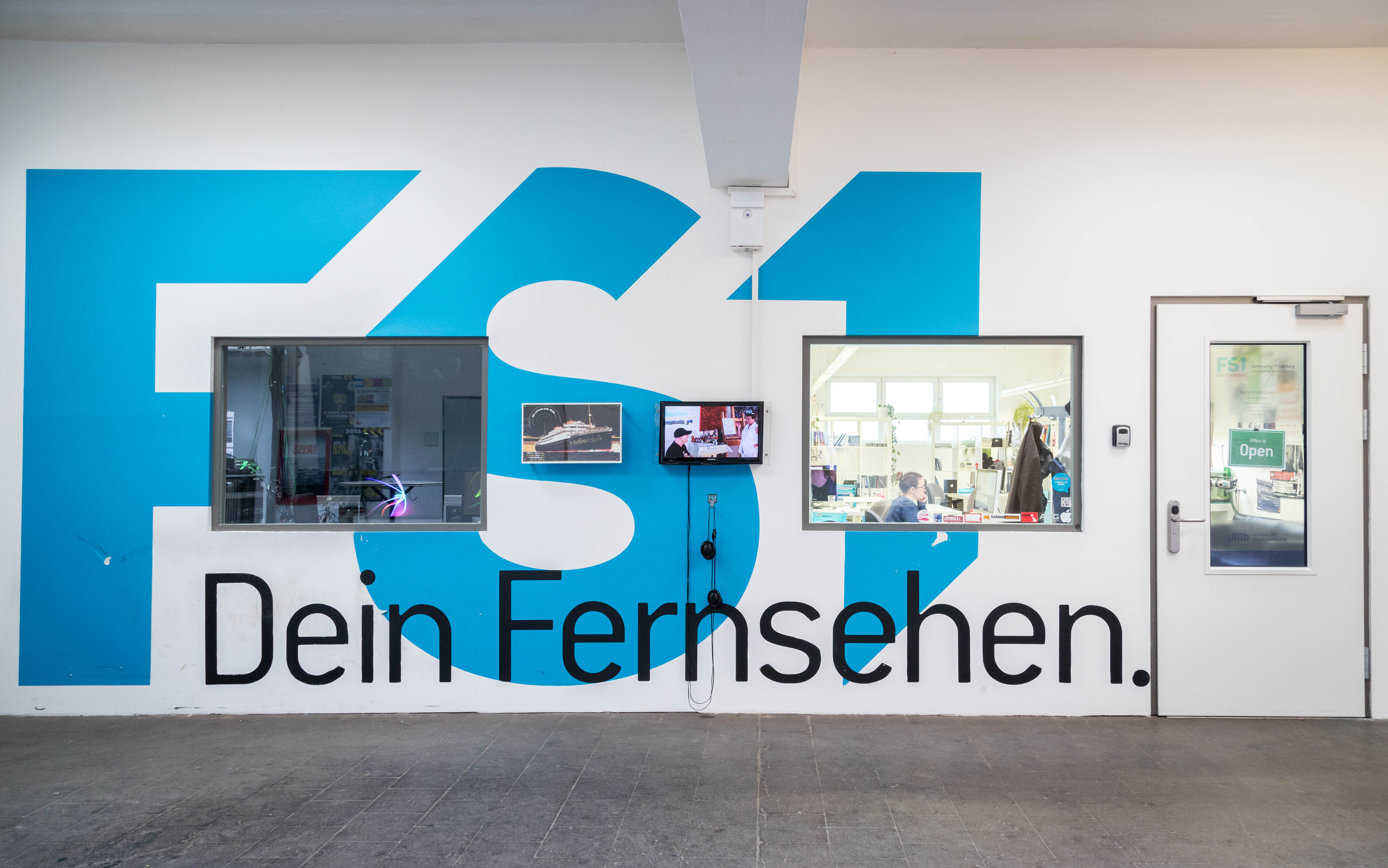
FS1 Office & Studio im Kunstquartier (2018)

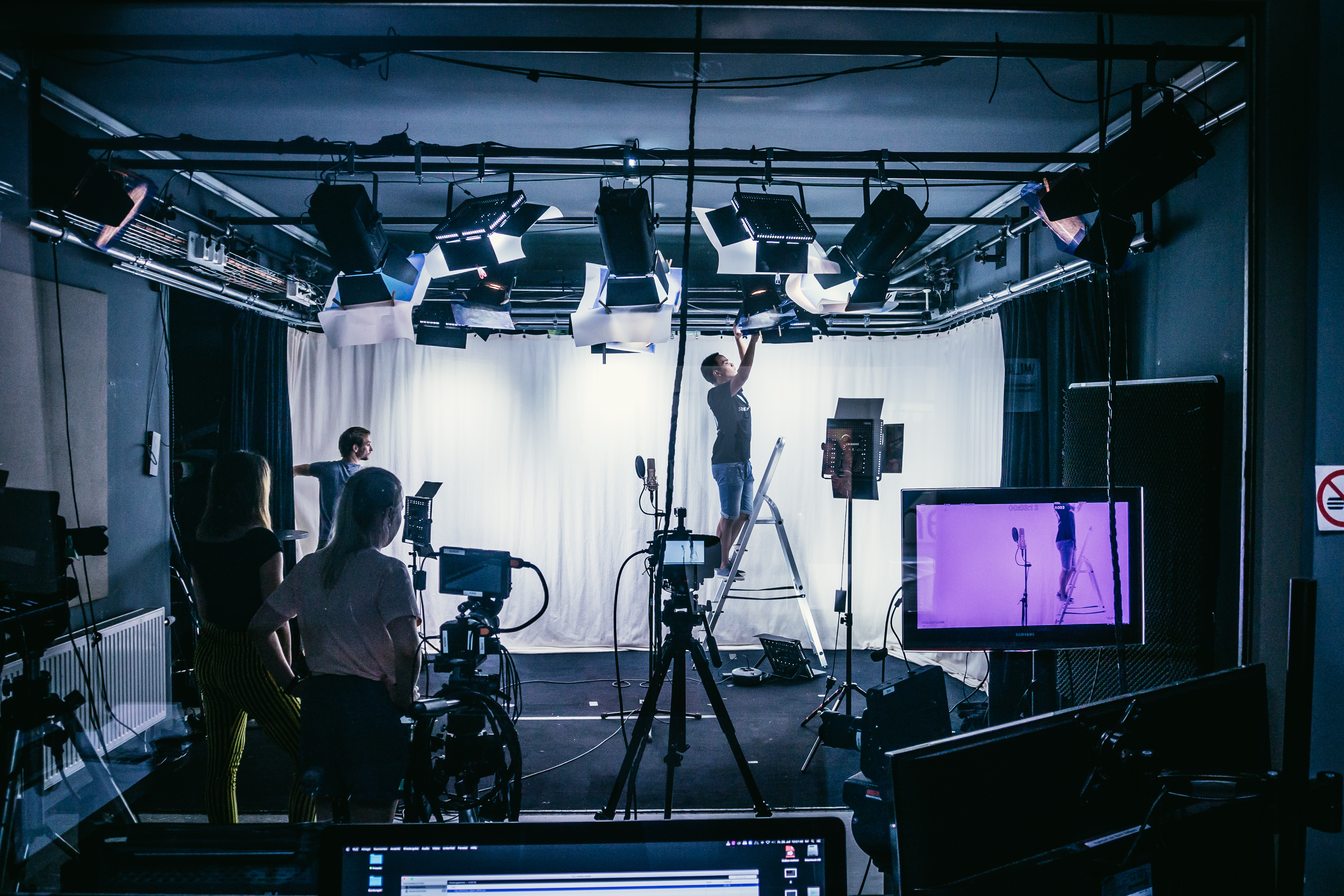
FS1 Studio (2019)

Seit April 2012 ist auch das Land Salzburg als Förderer engagiert.
Im Mai 2012 wurde der Trägerverein von FS1 in eine gemeinnützige GesmbH umgewandelt. Gesellschafter waren Radiofabrik, IMB, Dachverband, der neue Verein der Produzenten und die Gründer des Projekts.
Das neu gebaute Studio in der Bergstraße wurde im Juni 2012 eröffnet.
Seit Dezember 2013 werden die Infrastrukturen des Senders durch das Tochterunternehmen „FS1 Infrastruktur GesmbH“ verwaltet.
Ab 2014 richtet FS1 gemeinsam mit der Radiofabrik die Konferenz Civilmedia aus.
Seit Ende 2016 sendet FS1 in HD und ist zusätzlich im Netz von A1.TV zu empfangen.
Ab Dezember 2023 übernimmt die Filmemacherin Sophie Huber-Lachner die programmliche Geschäftsführung des Senders.

## Programm
Die Medienbehörde KommAustria berücksichtigt den Sender im Rahmen des Nichtkommerziellen Rundfunkfonds (NKRF) in der Medienförderung als Community TV. Grundlage dieser Förderung ist die Einhaltung der Richtlinien des NKRF und die Selbstverpflichtung zur Programmgestaltung im Sinne des Bekenntnisses zur Charta des Freien Rundfunk Österreich des VFRÖ.
Das werbefreie Programm wird unbezahlt von der Bevölkerung Salzburg und den zivilgesellschaftlichen Organisationen vor allem aus den Bereichen Kunst und Kultur, Musikszene, Jugend, Soziales und Bildung produziert, und über die Station koordiniert und gesendet. In der FS1-Academy bildet die Station ihre Produzenten dafür aus.
Der Sender übernimmt das US-amerikanische Magazin Democracy Now.

## Ausbildung
In Kooperation mit der Radiofabrik bildet FS1 laut Eigenangaben den größten Ausbildungscluster für Medienkompetenz des nichtkommerziellen Rundfunk Österreichs mit 2.000 Kunden pro Jahr. Eine Vielzahl an Workshops, Lehrgängen und medienpädagogische Ausbildungen werden laufend angeboten.

## Projekte
FS1 entwickelt Projekte für Vernetzung, Medienbildung und die Filmwirtschaft.
- Civilmedia, Konferenz, in Kooperation mit Radiofabrik seit 2014
- Medienwerkstatt Salzburg[17], Vertriebsplattform Medienbildung, in Kooperation mit Radiofabrik, DasKino und anderen (seit 2019)
- filmedition:online Salzburg[18], Präsentation des Salzburger Filmschaffens, in Kooperation mit Stadt und Land Salzburg (seit 2012)

### Juvinale

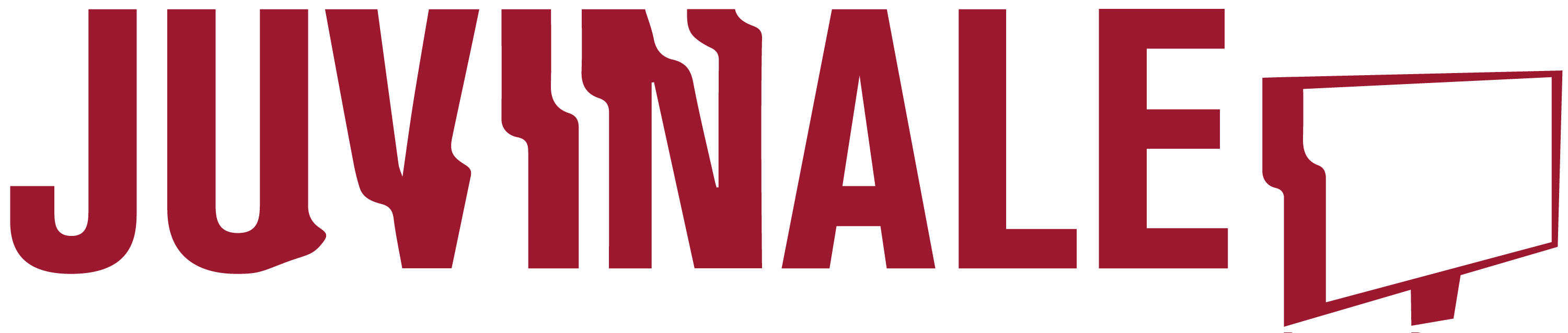
Logo Juvinale Festival (2017)

Seit dem Abgang der Diagonale nach Graz 1998 bestand in Salzburg kein regelmäßiges Filmfestival mehr. Das internationale Nachwuchs-Filmfest Juvinale hat als Schwerpunkt junges Filmschaffen und wird biennal seit 2017 abgehalten. Partner sind Stadt, Land und die Wirtschaftskammer Salzburgs.

## Organisation
Trägerin und Herausgeberin des Senders ist eine nichtkommerzielle Community TV Salzburg BetriebsgesmbH. Gesellschafter sind ein Verein der Programmschaffenden, das Freie Radio Radiofabrik, das Institut für Medienbildung (IMB), der Dachverband Salzburger Kulturstätten und Einzelpersonen. Im September 2018 übernahmen die ARGEkultur Salzburg und die Lebenshilfe die Anteile des IMB.
Durch Beteiligung der Produzenten an der Eigentümerstruktur von FS1 kann der Sender als das erste demokratische Fernsehen Österreichs gelten.

### Finanzierung
Der Betrieb finanziert sich durch Zuwendungen der öffentlichen Hand als auch durch selbst erwirtschaftete Einnahmen.

## Sendegebiet und Empfang
FS1 ist seit dem 16. Februar 2012 über DVB-C im Kabelnetz der Salzburg AG im Land Salzburg, Schladming und Ausseerland empfangbar. Weiters betreibt der Sender als Simulcast einen Livestream des Programms.
Seit Jänner 2017 wird FS1 im IPTV-Netz von A1 Kabel TV (A1 Telekom Austria) ausgestrahlt.

## Partnerschaften
FS1 ist Mitglied im Dachverband Salzburger Kulturstätten, der IG Kultur Österreich, des Verband Freier Rundfunk Österreich (VFRÖ), des Verband Community Fernsehen Österreich (VCFÖ), des Community Media Forum Europe (CMFE) und des Community Medien Instituts (COMMIT).
Der Sender ist dem Ehrenkodex für die österreichische Presse verpflichtet.